# Kalle Ljungberg
Kalle Ljungberg, född 8 februari 1985, är en svensk fotbollsspelare (mittfältare).

## Karriär
Ljungbergs moderklubb är Strömsbruks IF. Mellan 2002 och 2007 spelade han för GIF Sundsvall i Allsvenskan och Superettan. Under försäsongen 2005 skadade Ljungberg korsbandet, vilket gjorde att han missade hela säsongen 2005.
I december 2007 gick Ljungberg till Västerås SK. Han spelade därefter för Västerås IK mellan 2010 och 2011. Ljungberg har även i omgångar spelat för Tillberga IK i Division 5.